# 瓦伊瓦里站
瓦伊瓦里站是托尔尼亚卡尔内斯-图库姆斯铁路线上的一个火车站，位于拉脱维亚尤爾馬拉市的瓦伊瓦里街区。瓦伊瓦里站是铁路线B票区的终点站。

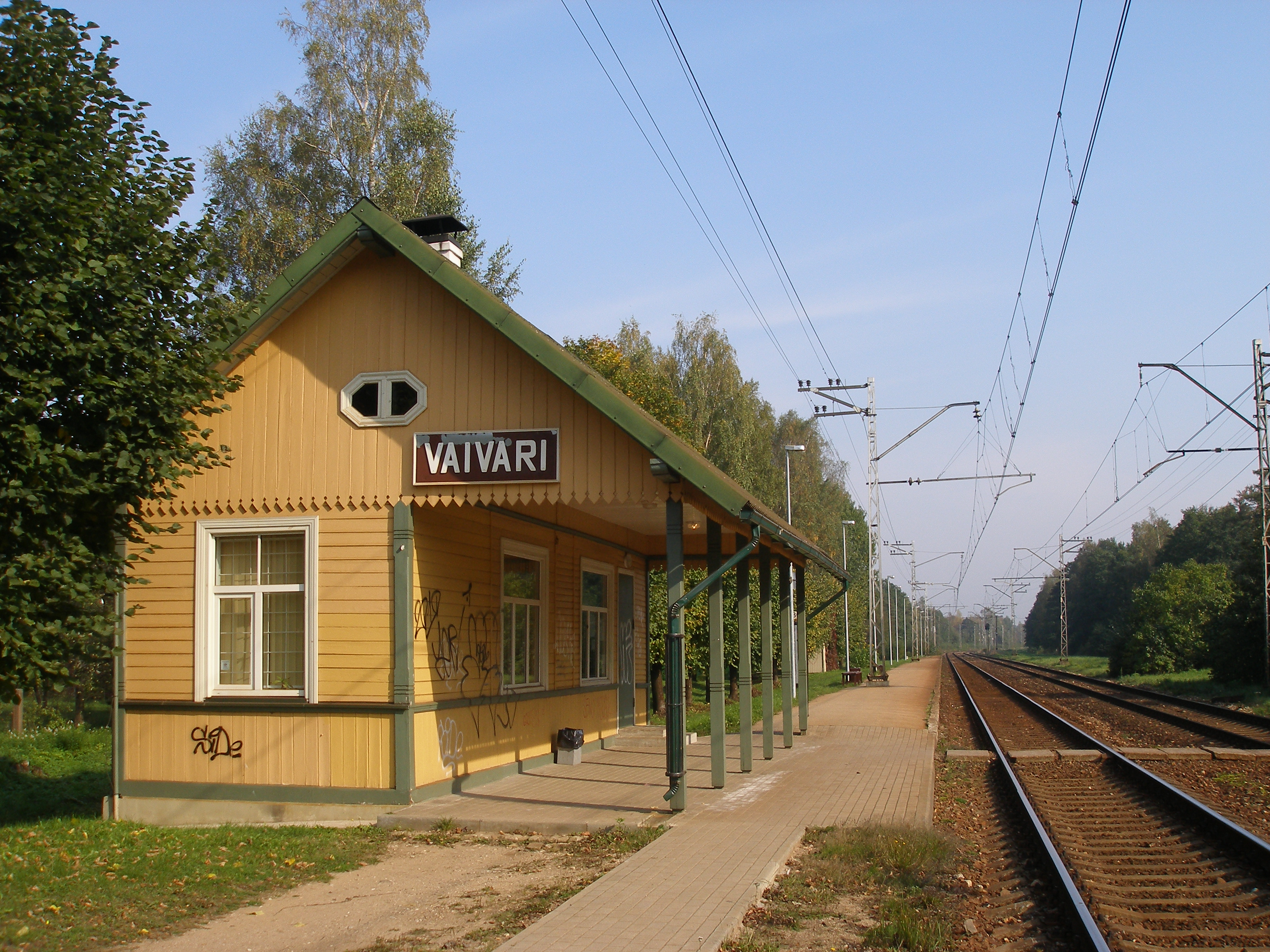
车站老建筑，现已拆除